# Carrascosa de la Sierra
Carrascosa de la Sierra – gmina w Hiszpanii, w prowincji Soria, w Kastylii i León, o powierzchni 12,76 km². W 2011 roku gmina liczyła 22 mieszkańców.